# Frankenreuth (Waidhaus)
Frankenreuth ist ein Ortsteil des bayerischen Marktes Waidhaus im Landkreis Neustadt an der Waldnaab im Regierungsbezirk Oberpfalz.

## Geographische Lage
Das Dorf Frankenreuth liegt etwa zwei Kilometer nordöstlich von Waidhaus, einen Kilometer nördlich der Autobahn A6 und einen Kilometer westlich der tschechischen Grenze.
Frankenreuth liegt südlich des 755 Meter hohen Sulzberges und auf dem Nordufer des Grabenbaches.
Der Grabenbach entspringt am Hang des Sulzberges und mündet östlich von Waidhaus in den Rotlohbach.

## Geschichte
Die Endung -reuth des Ortsnamens Frankenreuth deutet auf eine frühe Entstehung des Ortes schon vor dem 13. Jahrhundert hin.
Die Orte mit den auf -reuth, -rieth, -ried, -richt (frühere Schreibweisen: -riut, -rivt, -rewt, abgeleitet von "roden", "Rodung") endenden Ortsnamen entstanden im Zusammenhang mit der ersten Besiedelung des Gebietes durch Rodung des dichten Waldes.
Orte mit solchen Namen kommen sehr häufig im Bereich der Flüsse Pfreimd und Luhe und der angrenzenden Bäche vor.
Diese waren Ausgangspunkt für die Besiedelung der Region.
Die reichen Vorkommen von Feldspat und Quarz sowie der Waldbestand (Aus dem Holz wurde Pottasche gewonnen) begünstigten die Glasherstellung.
Die erste Glashütte in Frankenreuth bestand in der Mitte des 16. Jahrhunderts.
Bereits im Jahr 1487 wurde eine Glashütte bei Waidhaus durch Hans Gläser errichtet.
In der Glashütte Frankenreuth wurden Butzenscheiben und später mundgeblasenes Spiegelglas produziert.
Diese Glashütte ging 1621 im Dreißigjährigen Krieg ein.
Anfang des 18. Jahrhunderts wurde durch Franz Ferdinand Alois Schedl eine neue Glashütte, die Schedlhütte, gegründet, die bis 1926 bestand.
Über die Verhältnisse im 18. Jahrhundert geben Auskunft: Eine Steuerbeschreibung von 1773/74, ein Herdstättenverzeichnis von 1762, die Generalakten von 1792, eine Beschreibung der unmittelbaren Amtsuntertanen und der hofmärkischen Hintersassen von 1808, der Häuser- und Rustikalsteuerkataster von 1810/11, der Urkataster von 1840 und der Matrikel der Diözese Regensburg von 1782. 
In diesen Dokumenten wurde das Landsassengut Frankenreuth als zum Pflegamt Treswitz gehörig beschrieben.
Frankenreuth lag zu dieser Zeit im Landkreis Vohenstrauß, gehörte zur Gemeinde Waidhaus und hatte zwei Anwesen und ein Hirtenhaus.
Außerdem gehörten ein Glashüttengut und eine Mühle zu Frankenreuth.
Zacharias Schedl von Greifenstein war im 18. Jahrhundert Mautoberbeamter und Amtsrichter in Waidhaus.
Er hatte auf seinem Gut Frankenreuth eine Spezialglasfabrik errichtet.
Am 4. Mai 1796 wurde ihm die Landsassenfreiheit gewährt.
Dadurch erwarb er die Niedergerichtsbarkeit über seine Grundholden, einen Tafernwirt und einen Bauer.
Schedl war außerdem Eigentümer von mehreren Häusern, in denen seine Tagelöhner und Glasmacher zur Miete wohnten.
1809 war Frankenreuth ein geschlossener Bezirk in dem Zacharias Schedl von Greifenstein ein Patrimonialgericht mit vier grundbesitzenden Hintersassen hatte.
Aus besonderer Gnade wurde Zacharias Schedl von Greifenstein im Jahre 1807 die Gerichtsbarkeit auf Lebenszeit zugesprochen.
Allerdings wurde sein Antrag auf Errichtung eines Patrimonialgerichts II. Klasse abgelehnt.
Nach seinem Tod fiel die Gerichtsbarkeit über Frankenreuth an den Staat.
1808 wurden Steuerdistrikte gebildet.
Das Dorf Frankenreuth gehörte zusammen mit dem Weiler Reichenau und den Einöden Kühmühle, Richterhaus und Speckermühle und dem Dorf Waidhaus zum Steuerdistrikt Waidhaus.
Der Steuerdistrikt Waidhaus gehörte zum Landgericht Vohenstrauß.
Aus den Steuerdistrikten entstanden Märkte, Ruralgemeinden und Dorfgemeinden. 
1821 war Frankenreuth mit 26 Familien mittelbare patrimonialgerichtische Ruralgemeinde.
1830 wurde Frankenreuth nach Waidhaus eingemeindet.

### Die Frankenreuther Glashütte im 19. und 20. Jahrhundert
Bis zum Jahr 1850 betrieb der Gutsbesitzer Johann Baptist von Schedel (andere Schreibweise: Schedl) die Glashütte Frankenreuth.
Dann pachteten Gressmann & Co. die Hütte für sechs Jahre.
1856 übernahmen die jüdischen Glasunternehmer Moritz und Alois Kupfer die Pacht.
In den folgenden Jahren kaufte die Familie Kupfer nach und nach die Fabrikgebäude, das Verwalterhaus, die Arbeiterhäuser, das Pocherhaus in Grafenau, das Herrenhaus, das Brauhaus, das Wirtshaus und die zugehörigen Flächen.
Die Glashütte wurde modernisiert und erweitert.
Gegen Ende des 19. Jahrhunderts wurden jährlich 195.000 Rohgläser an die umliegenden Schleif- und Polierwerke geliefert, die Belegschaft bestand aus 70 Arbeitern, die Jahresproduktion lag bei 200.000 Mark.
Nachdem der langjährige Fabrikdirektor Josef Kupfer 1898 gestorben war, erlebte die Glashütte unter dessen Nachfolger Max Kupfer einen Niedergang.
Zahlreiche Rettungsversuche unter Eduard Kupfer mündeten 1907 in der Vereinigung der Frankenreuther Glashütte mit den Bayerischen Spiegel- und Spiegelglasfabriken.
Der Erste Weltkrieg, die Inflation und ein teurer aber gescheiterter Modernisierungsversuch führten 1926 zur Schließung und folgendem Verfall der Glashütte.

## Religion
Frankenreuth gehört zur Pfarrei St. Emmeram Waidhaus und zum Dekanat Leuchtenberg.
Es hat eine Nepomukkapelle die 1855 erbaut wurde.
1913 hatte Frankenreuth 35 Häuser und 203 Katholiken. Auf dem Gebiet der Pfarrei Waidhaus wohnten zu dieser Zeit 1653 Katholiken, 8 Protestanten und 16 Juden.
1990 lebten in Frankenreuth 198 Katholiken. Die Einwohner der Pfarrei Waidhaus waren zu dieser Zeit zu 95,39 % katholisch.
Im Jahr 2011 waren von den Einwohnern der Gemeinde Waidhaus 86,6 % katholisch und 3,8 % evangelisch.

## Kultur und Sehenswürdigkeiten
Die folgenden Objekte in Frankenreuth stehen unter Denkmalschutz:
- Das ehemalige Schloss, erbaut im 17. Jahrhundert.
- Das Kriegerdenkmal aus dem Jahr 1920.
- Die Ortskapelle, erbaut im 19. Jahrhundert.
- Ein hölzernes Wegkreuz aus dem 19. Jahrhundert.
- Siehe auch Liste der Baudenkmäler in Waidhaus Abschnitt Frankenreuth

## Vereine
Frankenreuth hat einen aktiven Schützenverein.
Er wurde 1910 von Arbeitern und Angestellten der Glashütte Frankenreuth gegründet.
Zunächst trug er den Namen „Schützenverein Edelweiß“, seit 1950 heißt er „Schützenverein Enzian“.
Der Schützenverein blickt auf eine wechselvolle Geschichte von Stilllegungen und Neugründungen zurück.
Er spielte und spielt noch heute eine Rolle im gesellschaftlichen Leben von Frankenreuth.
1969 renovierte er die Dorfkapelle.
1982 bis 1985 baute er auf dem Gelände der ehemaligen Glasfabrik ein Schützenhaus mit Schießständen im Keller.
Seit der Grenzöffnung 1990 pflegt er freundschaftliche Beziehungen zum Schützenverein „Arnika“ in Tachov, Tschechien.

## Wirtschaft
Eine Verdichterstation der Mittel-Europäischen Gasleitung (Megal Nord) befindet sich in Frankenreuth.